# Андрена червонохвоста
Андрена червонохвоста (Andrena haemorrhoa) — палеарктичний вид земляної бджоли.